# Amtsgericht Altentreptow

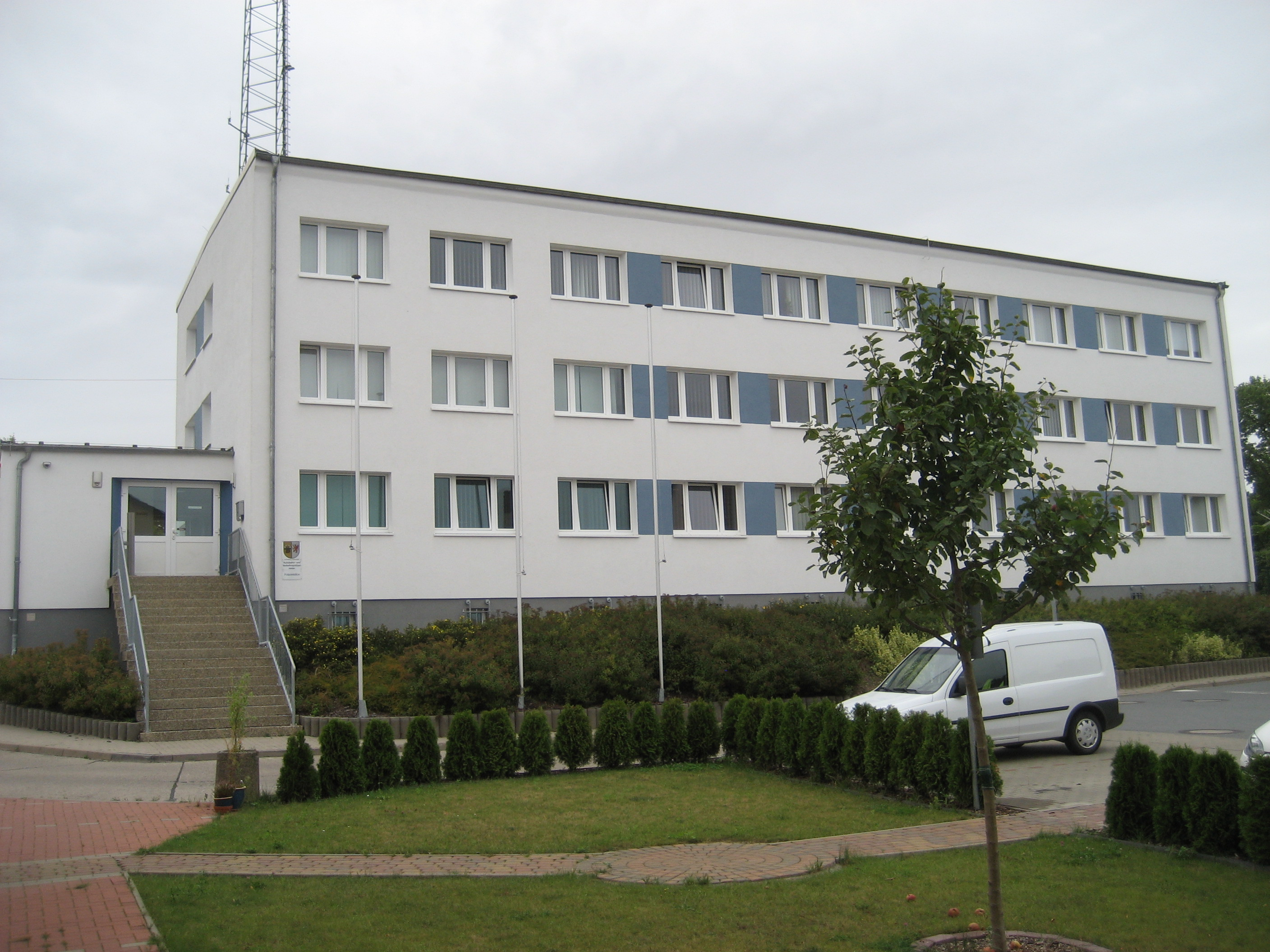
Gebäude des ehemaligen Amtsgerichtes Altentreptow (2015)

Das Amtsgericht Altentreptow war ein Gericht der ordentlichen Gerichtsbarkeit des Landes Mecklenburg-Vorpommern im Bezirk des Landgerichts Neubrandenburg.

## Gerichtssitz und -bezirk
Das Gericht hatte seinen Sitz in der Stadt Altentreptow. Der Gerichtsbezirk umfasste das Gebiet des damaligen Landkreises Altentreptow. Am 31. Dezember 1997 wurde das Gericht aufgehoben und in eine Zweigstelle des Amtsgerichtes Demmin umgewandelt. Die Zweigstelle wurde am 1. Januar 1999 geschlossen.

## Gebäude
Das Gericht befand sich unter der Anschrift Fichtestraße 5. Heute wird das Gebäude als Polizeistation genutzt.

## Übergeordnete Gerichte
Dem Amtsgericht Altentreptow war das Landgericht Neubrandenburg übergeordnet. Zuständiges Oberlandesgericht war das Oberlandesgericht Rostock.